# 致美齋
致美齋（英語：JAMMY CHAI），是广州的调味品生产商，也是广州历史最悠久的食品品牌，始创于明朝万历三十六年（1608年)，被评定为“中华老字号”。“致美斋广式调味品制作技艺”先后被认定为广州市及广东省非物质文化遗产。

## 歷史
致美斋的历史最早可追溯至明朝万历三十六年（1608年)，前身为品芳齋，是经营“油器”（即油炸鬼等）和白粥之类的小食店，清朝乾隆年间，八旗子弟、汉军正白旗的刘守庵在广州學府街（現文德路）开设“致美斋酱园”。文德路的铺地，原属刘家世交好友、高第街金家所有。刘守庵出面向金家借用此地办酱园，工场设在寓所光塔街（現光塔路）。至清朝末年，刘家酱园已初具规模，拥有文德路前店铺后工场及光塔街工场、小市街（現解放南路）分栈等场店。清嘉庆年间，广州致美斋与北京六必居、上海冠生园、长沙九如居合称为“中国四大酱园”。其黑漆金字牌匾，由清代顺德籍书法家苏若瑚所题。
中華民國建政後，民国4年（1915年），第九代传人刘养年接替其兄刘子登掌管致美斋酱园。刘养年结束了在黄沙的私人棚铺业务，集中财力、物力、人力用以拓展酱园生意。时值文德路一带修路，刘养年亦趁机扩建工场，重修铺面，因其经营得法，特色产品如天顶头抽、小磨麻油、添丁甜醋等风靡一时。1929年，小市街分栈迁至惠爱西路（現中山六路）。
在抗戰期間，爲逃避戰火，致美齋遷出廣州。1946年廣州光復，致美齋重新遷回文德路繼續營業。但是业主金氏后人要求收回文德路物业，拟用2万元与刘家“打官司”。当时致美斋提出以惠爱西的分栈与金家对换，这场官司才算了结，致美斋酱园产权才正式归刘家所有。
直至20世纪50年代初，在文德路口的致美斋老铺仍然维持“前店后厂”的作坊式经营，员工仅十余人。中華人民共和國建政後的1956年，當局對私營企業進行「生产资料所有制的社会主义改造」，進行公私合营，调味品管理体制被“调整”，致美斋由广州市食品杂货公司负责管理，致美斋的工场分别并入按区设立的东、北区加工厂。1958年，广州市政府将致美斋等市内数十家私营作坊式酱料生产工场整合为广州市越秀区酱料加工厂，厂房建于三元里沙涌北，后改名为广州调味食品四厂。1972年，在美国总统尼克松访华临别时，在48小时内研制出全国第一瓶白酱油。1983年，重组为“广州市致美斋食品厂”，在全国率先引进日本蒸煮设备，实现机械化生产。1992年底，由主管部门广州市副食品公司和香港维荣有限公司合资成立“广州致美斋食品有限公司”。2005年，整体并入岭南集团（现岭南商旅集团）。
而致美斋老铺则改为门市部，仍在文德路原址经营，1966年文化大革命期間，一度改名为永为民，1972年复名“致美齋”。2002年，文德路的祖铺骑楼建筑因城市发展需要被拆除重建，但由于项目产权变动问题，老铺回迁进度一拖再拖。2011年9月28日，致美斋老铺正式回迁原址复业，分为两层，一楼销售中高档调味品，二楼阁楼为酱文化展。
2022年6月23日，投资20亿元的致美斋阳西生产基地项目在阳江市阳西县动工建设。